# Front d'Aragó

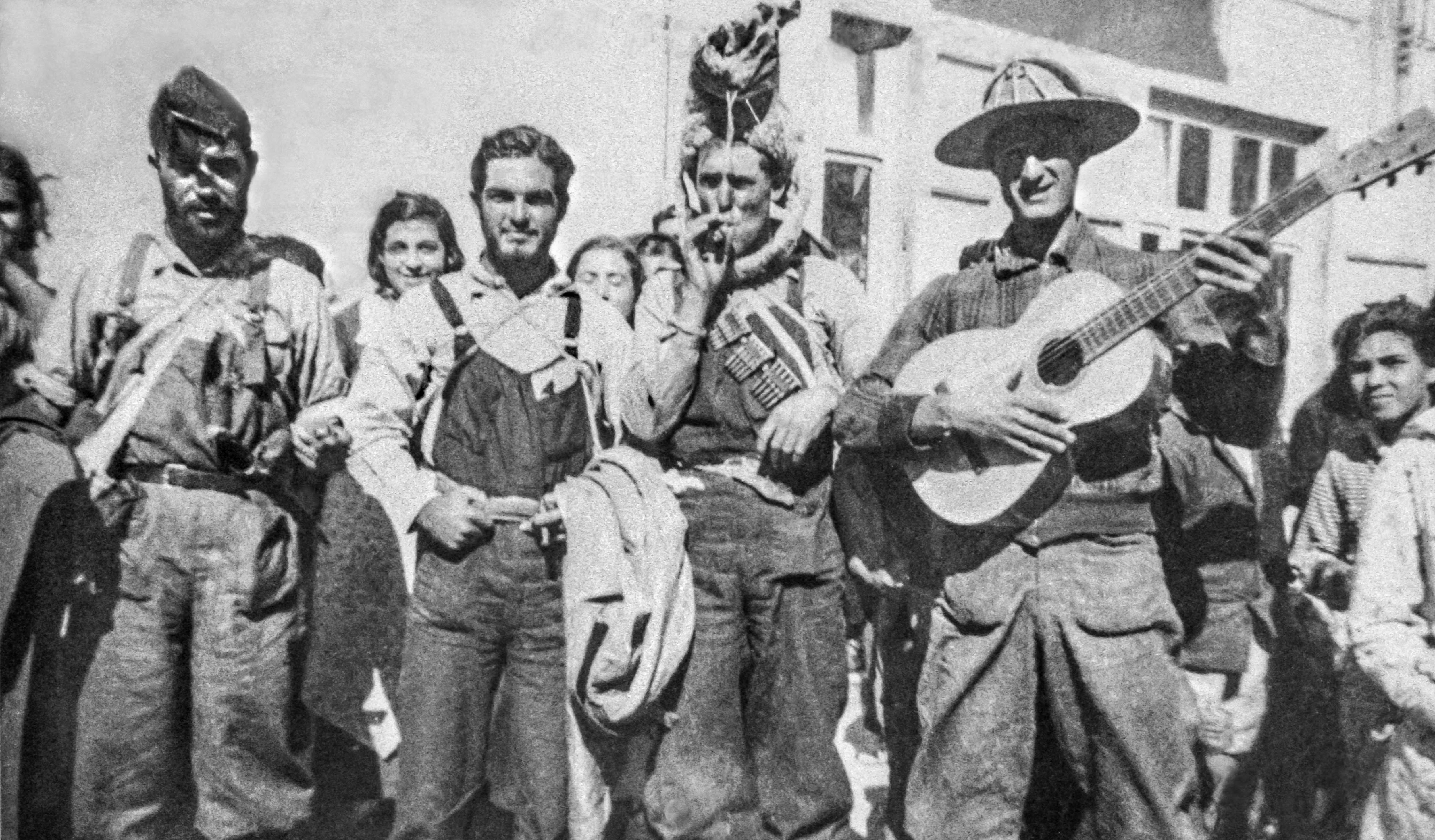
Milicians republicans arribats al País Valencià des d'Aragó, 1936

El front d'Aragó va ser la línia de guerra formada entre republicans i colpistes a les terres aragoneses durant la Guerra Civil espanyola. Es trobava a l'est de les principals ciutats: Saragossa, Osca i Jaca, i anava des del nord fins al sud del país. Es caracteritzà per ser l'escenari de cruentes batalles, però tanmateix el front romangué prou estable des del mateix juliol de 1936 fins a l'esfondrament final de les forces republicanes el març del 1938.

## El cop d'Estat
Amb la trobada dels generals Mola i Cabanellas el 7 de juny del 1936 a les Bardenas Reales, quedava garantida la fidelitat de la 5a Divisió a l'alçament militar. Després de les primeres notícies sobre el cop, el general Miguel Núñez de Prado, vingut de Madrid, va fracassar en el seu intent de mantenir Cabanellas al costat del Govern legítim. La situació, molt poc clara en els primers moments de rebel·lió, es va definir quan a les 5 de la matinada del 19 de juliol es declarava l'estat de guerra a Saragossa.
A Osca i a Terol la revolta es va decidir quan, sense trobar gairebé resistència, es van afegir al moviment la Guàrdia Civil i els Guàrdies d'Assalt. En canvi, Jaca s'hi va resistir gràcies a un grup de guàrdies civils lleials a la República, tot i la fugida del seu alcalde Julián Mur "Muro" que moriria en acció de combat. Per la seva part, també Barbastre va romandre fidel a la República.

## Les columnes de milicians
Malgrat l'adhesió a l'alçament dels cossos armats a l'Aragó, immediatament hagueren de fer front a l'arribada de columnes de milicians procedents de Catalunya i el País Valencià, que van recuperar per a la República la meitat oriental d'Aragó. Des del mateix inici de la guerra l'estiu del 1936 van sortir de Barcelona i altres poblacions diverses milícies populars organitzades en bona part per la CNT, així com per la resta de partits i sindicats antifeixistes catalans. En poques setmanes van arribar gairebé 30.000 voluntaris que formaren una línia de front des de la frontera amb França fins al sud, a les portes orientals d'Osca, Saragossa i Terol. Els voluntaris valencians van agrupar-se precisament davant d'aquesta última ciutat i constituïen el gruix dels republicans que s'enfrontaven als colpistes.

## El Consell Regional de Defensa d'Aragó i les col·lectivitzacions agràries
El buit de poder que es va produir al derrotar els revoltats van permetre que els anarquistes catalans, amb el suport dels seus correligionaris saragossans establissin el col·lectivisme. Així, al marge de l'Estat republicà van sorgir comitès revolucionaris protegits per les milícies de la CNT. Aquest nou ordre social, immers en l'entorn convuls de la guerra civil, va ser acompanyada sovint de l'eliminació física de grans propietaris i industrials, falangistes, membres d'Acció Popular Agrària i de l'Església.
Donant suport a les col·lectivitzacions agràries, es constituí el Consell Regional de Defensa d'Aragó, òrgan de govern regional, presidit per Joaquín Ascaso Budría, en un intent de deslligar l'Aragó republicà del poder del Govern de Madrid, controlat pels comunistes.
Finalment, el govern de Negrín dissolgué les col·lectivitats agràries per la força, amb el suport dels comunistes, en el moment de constituir el renovat Exèrcit Popular de la República.
L'ofensiva dels milicians catalans a l'Aragó l'estiu de 1936 va aconseguir èxits parcials, com ara l'ocupació de ciutats properes a les tres capitals aragoneses –Bujaraloz, Pina de Ebro, Casp o Alcanyís-, però no va assolir cap dels objectius principals previstos: Saragossa, l'objectiu inicial de la columna Durruti –que atacava pel centre- no arribà a ser assetjada, per por dels milicians de quedar aïllats. Osca, assetjada pels milicians, va romandre també a les mans dels militars insurrectes.

## L'avanç del front i l'ensulsiada final
La primera empenta miliciana no havia assolit l'objectiu de prendre les capitals i aleshores el front va quedar quiet durant tot un any. La paralització progressiva de l'activitat al front d'Aragó es degué en gran manera per la falta d'armament, munició i altres avitualles que patien les milícies. De fet, per aquelles dates, hi havia més armes i munició a la rereguarda que al front.
Es va formar un comitè de guerra al capdavant del qual hi havia el coronel José Villalba com a cap d'operacions. La militarització de les columnes, finalitzada a l'abril de 1937, va fer que la guerra es convertís ja en un enfrontament entre dos exèrcits organitzats. Aquest fet va coincidir amb l'inici de la mobilitat en el front d'Aragó, un front que va havia mantingut la regió dividida des d'agost del 1936.
Durant la segona meitat del 1937 la República va comandar fins a tres campanyes al front d'Aragó: El mes de juny el general Sebastián Pozas, cap de l'Exèrcit de l'Est, va atacar Osca amb els primers efectius regulars del nou Exèrcit Popular per tal de desviar l'atenció dels colpistes de l'ofensiva de Bilbao, però sense aconseguir cap dels objectius planificats. Amb la mateixa intenció de distracció el mateix Pozas va executar la campanya de Saragossa durant l'agost, planificada pel general Vicente Rojo, conquerint Belchite el setembre i altres pobles menors però fracassant en la presa de la ciutat.
Finalment la més famosa de les campanyes fou la conquesta de Terol. Aquesta operació també pretenia distreure el bàndol reaccionari, en aquest cas de les operacions contra Madrid. El desembre de 1937 els republicans van aconseguir la ciutat, però la resposta franquista va obligar a abandonar-la poc després, el 22 de febrer de 1938. Fou una de les batalles més dures de la Guerra Civil. Quan Franco va recuperar Terol el front d'Aragó va quedar trencat i això li permeté arribar a les portes de Catalunya.
La pèrdua de Terol va ser el punt de partida de l'ensulsida republicana del front d'Aragó. El març es perdé Belchite i Quinto, després caigueren Alcanyís, Montalbán i Casp; al nord es trenca la línia Tardienta-Alcubierre i Fraga és ocupada. Només aguanta Bielsa, on el comandant Antonio Beltrán Casaña (l'Esquinazau) va resistir fins al 6 de juny a l'anomenada Bossa de Bielsa. A l'extrem meridional de la província de Terol, la guerra no va finalitzar fins a l'abril del 1938.
A partir d'aquesta data, el general insurrecte José Enrique Varela inicià l'atac per l'eix Aliaga-Ejulve, de manera que el maig havia aconseguit ocupar tota la província, menys el racó de La Puebla de Valverde i Mora de Rubielos, escenari dels últims enfrontaments fins al setembre.